# Escut de Beniparrell
L'escut de Beniparrell és un símbol representatiu oficial de Beniparrell, municipi del País Valencià, a la comarca de l'Horta Sud. Té el següent blasonament:
| « | Escut partit. Al primer, d'atzur, un sol d'argent. Al segon, d'or, una lluneta bolcant, de gules. Al timbre, corona de senyor. | » |

## Història

Escut de Beniparrell segons el blasonament oficial, amb corona de senyor, de dotze puntes.

L'escut de Beniparrell fou aprovat per Decret 3764/1963, de 26 de desembre de 1963, publicat en el BOE núm. 17 de 20 de gener de 1964.
Representa les armes d'un tal Joan Lesol de Romaní, personatge possiblement imaginari que, segons mossèn Febrer, obtingué Beniparrell com a premi de Jaume I per la conquesta de València. Febrer fa la següent descripció de l'escut en les seues Trobes (1796): «per lo qual al sol la lluna afitgì». Més tard, Fernando Patxot en Las glorias nacionales (1854) amplia aquesta descripció: «al sol sobre campo de azur añadió, partiendo el escudo, de oro un menguante de gules». En realitat, el primer senyor de Beniparrell va ser Arnau de Romaní, l'any 1258. Possiblement, Febrer i Patxot es refereixen al segon fill d'Arnau de Romaní, Berenguer de Romaní, que inicià el llinatge Llançol de Romaní, i que va ser senyor de Vilallonga, però no de Beniparrell.
L'ajuntament utilitza un escut diferent a l'oficial: en comptes d'un sol duu una rodeta d'esperó amb les puntes corbades, i per timbre una corona reial oberta.